# Isonychus catharinae
Isonychus catharinae är en skalbaggsart som beskrevs av Blanchard 1850. Isonychus catharinae ingår i släktet Isonychus och familjen Melolonthidae. Inga underarter finns listade i Catalogue of Life.